# Спаси ме самоће
Спаси ме самоће је трећи албум Драгане Мирковић, издат је 1986. године.
Први албум са Јужним Ветром, овим албумом постала је део чувене „петорке”, коју су заједно са њом чинилиː Шемса Суљаковић, Миле Китић, Кемал Маловчић и Синан Сакић. Исте године заједно крећу на велику турнеју којом су забележили огроман успех и посећеност. Издвојиле су се песмеː „Пусти да верујем”, „Измислићу свет”, „Опрости за све”, „Рођен за мене” и „Срећа ми је окренула леђа” а „Спаси ме самоће” и „Кад би знао како чезнем” спадају у групу Еvergreen песама, без којих не пролази ни једно весеље.

## Списак песама
1. Пусти да верујем 
(М.М. Илић - М. Јанковић - ар. М.М. Илић)
2. Измислићу свет 
(М.М. Илић - М. Јанковић - ар. С. Бојић)
3. Опрости за све 
(М.М. Илић - М.М. Илић - ар. М.М. Илић)
4. Спаси ме самоће 
(М.М. Илић - С. Спасић - ар. П. Здравковић)
5. Изађи из старе приче 
(М.М. Илић - М. Јанковић. - ар. С. Бојић)
6. Рођен за мене 
(М.М. Илић - Б. Костадиновић - ар. П. Здравковић)
7. Кад би знао како чезнем 
(М.М. Илић - Љ. Петровић - ар. М.М. Илић)
8. Будућност је моја у рукама твојим 
(М.М. Илић - М. Јанковић - ар. П. Здравковић)
9. Срећа ми је окренула леђа 
(М.М. Илић - М. Јакшић - ар. С. Бојић)